# Ngữ hệ Ural
Ngữ hệ Ural là một ngữ hệ gồm khoảng 38 ngôn ngữ được sử dụng bởi chừng 25 triệu người, phần lớn ở miền Bắc lục địa Á-Âu. Những ngôn ngữ Ural với số người nói bản ngữ lớn nhất là tiếng Hungary, tiếng Phần, và tiếng Estonia, lần lượt là ngôn ngữ chính thức của Hungary, Phần Lan, và Estonia, và của Liên minh châu Âu. Những ngôn ngữ Ural khác với số người nói đáng kể là tiếng Erzya, tiếng Moksha, tiếng Mari, tiếng Udmurt, và tiếng Komi, đều là những ngôn ngữ được công nhận chính thức tại nhiều vùng thuộc Nga.
Tên "Ural" xuất phát từ sự thật rằng những khu vực nơi các ngôn ngữ này được sử dụng mở rộng ra từ hai mặt của dãy núi Ural.
Nhóm ngôn ngữ Phần - Ugria đôi khi được dùng như một thuật ngữ đồng nghĩa với ngữ hệ Ural, dù Phần - Ugria thường được hiểu là đã loại đi nhóm ngôn ngữ Samoyed. Những học giả, như Tapani Salminen, không chấp nhận quan điểm truyền thống rằng nhánh Samoyed tách ra khỏi phần còn lại của hệ Ural thường xem Ural và Phần - Ugria là hai thuật ngữ đồng nghĩa.

## Lịch sử nghiên cứu

### Vấn đềUrheimat
Hiện tại vẫn chưa có sự thống nhất trong giới ngôn ngữ học về quê nhà (Urheimat) cũng như chiều sâu lịch đại của ngữ hệ Ural.

## Phân loại
Chữ in nghiêng là những ngôn ngữ không dùng nữa hoặc tên bản địa.
- Finn
- Hungary (Magyar)
- Khanty
- Mansi
- Mari
- Mordvin
- Perm
- Sami
- Samoyed

Có một số bằng chứng về những ngôn ngữ đã tuyệt chủng với phân loại không chắc chắn:
- Merya
- Muromia
- Meshcheria (tới thế kỷ XVI?)

Theo cơ sở Phần - Ugria, phần phía bắc của Nga thuộc châu Âu có thể từng tồn tại nhiều ngôn ngữ tuyệt chủng hơn nữa.

### Phân loại truyền thống
Một phân loại truyền thống của ngữ hệ Ural đã tồn tại từ cuối thế kỷ XIX, bởi Donner (1879).
- Yugra
  - Hungary
  - Ob-Yugra
    - Khanty
    - Mansi
- Phần - Perm
  - Perm
  - Phần - Volga
    - Volga
      - Mari
      - Mordvin

    - Phần - Lapp
      - Sami
      - Finn

Vào thời của Donner, nhóm ngôn ngữ Samoyed vẫn chưa được biết đến nhiều, và ông không thể xác định vị trí của chúng. Vào đầu thế kỷ XX, khi đã có được nhiều hiểu biết hơn, người ta thống nhất rằng nhóm Samoyed khá tách biệt. Thuật ngữ "Ural" được dùng cho cả họ, "Phần - Ugria" cho những ngôn ngữ nằm ngoài Samoyed. Phần - Ugria và Samoyed được ISO 639-5 liệt kê như những nhánh chính của Ural.
| Nguồn                      | Phần - Ugria | Yugra | Ob-Yugra | Phần - Perm | Phần - Volga | Volga | Phần - Sami |
| -------------------------- | ------------ | ----- | -------- | ----------- | ------------ | ----- | ----------- |
| Szinnyei (1910)            | ✓            | ✓     | ✓        | ✓           | ✓            | ✗     | ✓           |
| T. I. Itkonen (1921)       | ✓            | ✓     | ✓        | ✓           | ✓            | ✓     | ✗           |
| Setälä (1926)              | ✓            | ✓     | ✓        | ✓           | ✓            | ✓     | ✗           |
| Hajdú (1962)               | ✓            | ✗1    | ✓        | ✓           | ✓            | ✗1    | ✗           |
| Collinder (1965)           | ✓            | ✓     | ✓        | ✓           | ✗            | ✗     | ✗           |
| E. Itkonen (1966)          | ✓            | ✓     | ✓        | ✓           | ✓            | ✓     | ✓           |
| Austerlitz (1968)          | ✗ 2          | ✓     | ✓        | ✗ 2         | ✗            | ✓     | ✗           |
| Voegelin & Voegelin (1977) | ✓            | ✓     | ✓        | ✓           | ✓            | ✓     | ✓           |
| Kulonen (2002)             | ✗            | ✓     | ✓        | ✓           | ✗            | ✗     | ✓           |
| Lehtinen (2007)            | ✓            | ✓     | ✓        | ✓           | ✓            | ✗     | ✓           |
| Janhunen (2009)            | ✓            | ✗     | ✗        | ✓           | ✓            | ✗     | ✗           |

1. Hajdú mô tả nhóm Yugra và Volga như những đơn vị thuộc khu vực.
2. Austerlitz chấp nhận những nhóm Phần - Ugria và Phần - Perm nông hơn truyền thống, loại bỏ Sami.